# Ariès
Ariès (Аріес) — з 1903 року французький виробник автомобілів та автобусів. Штаб-квартира розташована в місті Курбевуа. У 1938 році компанія припинила виробництво автомобілів.

## Шарль Петьє. Заснування компанії

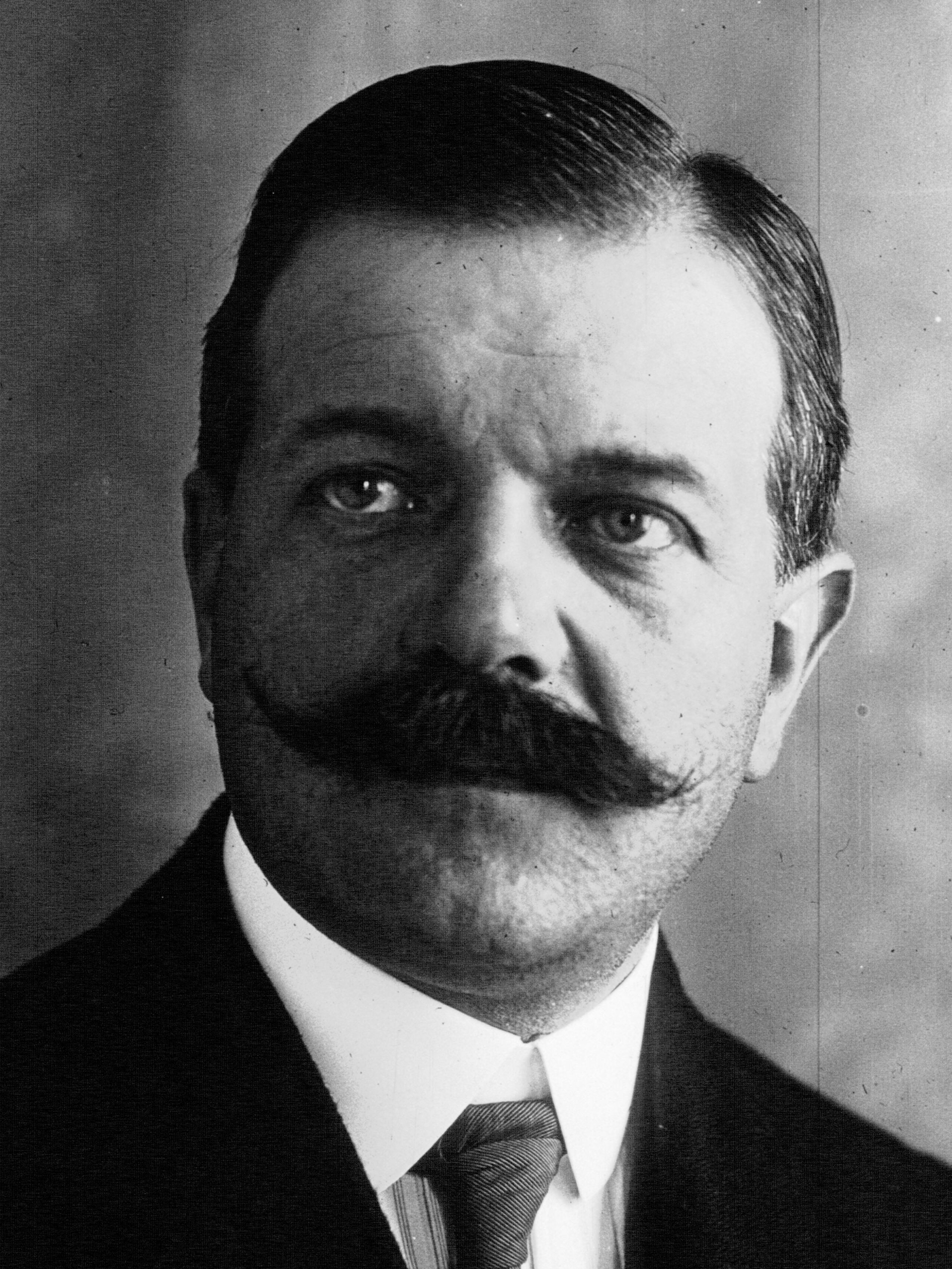
Барон Шарль Петьє

У 1903 році інженер Шарль Петьє, що закінчив інститут École Centrale Paris в Парижі, заснував компанію Société des Automobiles Ariès, яка спочатку розташовувалась в Аньєр-сюр-Сен, а потім переїхала у Вільнев-ла-Гаренн, на набережну Аржантей.
Назва "ariès" - це латинський переклад слова "овен", тварина, яка символізує силу, сміливість та спритність, якості, які барон хотів бачити в своїх автомобілях.

## Початок виробництва автомобілів
Вибір набережної Аржантей обумовлений контрактом, підписаним з компанією Aster з міста Вільнев-ла-Гаренн для постачання двигунів, якими оснастили перші моделі. Ліцей Шарля Петьє у Вільнев-ла-Гаренні тепер називають власником бренду Ariès (оригінальна копія автомобіля Ariès виставляється в лобі установи).
Барон Петьє мав намір виготовляти якісні та надійні автомобілі. Успіх його перших моделей заохочував його в цьому напрямку.
Наприкінці 1903 року торгове представництво здійснило автомобільний пробіг, довжиною приблизно 5000 км, за кермом 12/14HP (Type B) без механічних поломок. Це була чудова реклама, яка підходила для цього нового підприємництва.
У 1904 році був розроблений цілий спектр транспортних засобів, починаючи від двоциліндрового 8/10HP (Type C) і закінчуючи чотирициліндровою моделлю 30/35HP (Type F). Старі моделі швидко вдосконалювалися, з'являлися нові автомобілі.

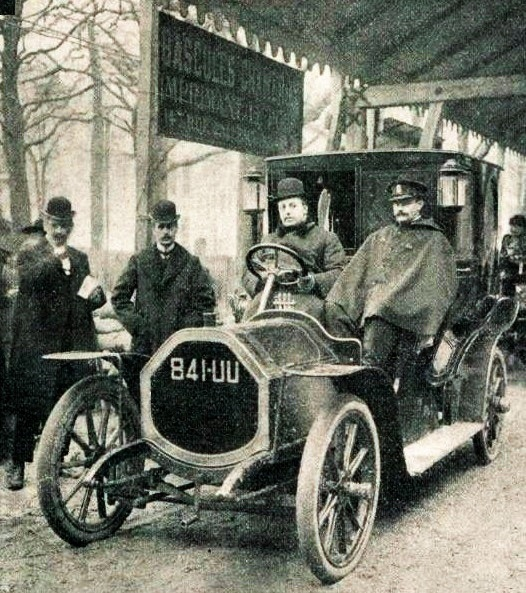
Автомобіль Ariès Type I - переможець Concours de Ville 22 грудня 1905 року в Парижі

У 1905 році з'явились Type G (18/22HP або 30/35HP), потім Type I (12/15HP, згодом 18/22HP). У цьому році компанія виграла три змагання для легкових автомобілів: конкурс в Турені на Type G, Кубок Комп'єні, також на Type G, а також 22 грудня "Concours de Ville" на 100 км у Парижі, організованому Автомобільним клубом Франції під час автомобільного шоу, на Type I.
Чотирициліндровий автомобіль Type G3 проїхав від заводу до Ліона 500 км менш ніж за 8 годин із споживанням 10 літрів на 100 км, що стало рекордом на той час. Того ж року Ariès встановив рекорду швидкість, проїхавши милю в Остенде зі швидкістю 106 км/год. Паралельно з розвитком легкових автомобілів вивчалися вантажні транспортні засоби, що мали від 2 до 3 тонн вантажопідйомності, і фургони, що виготовлялися для військових. Фірма також будувала перші автобуси, що забезпечували пасажирський транспорт у сільській місцевості.
У 1906 році компанія продавала розкішну модель 50HP із 12-літровим двигуном.

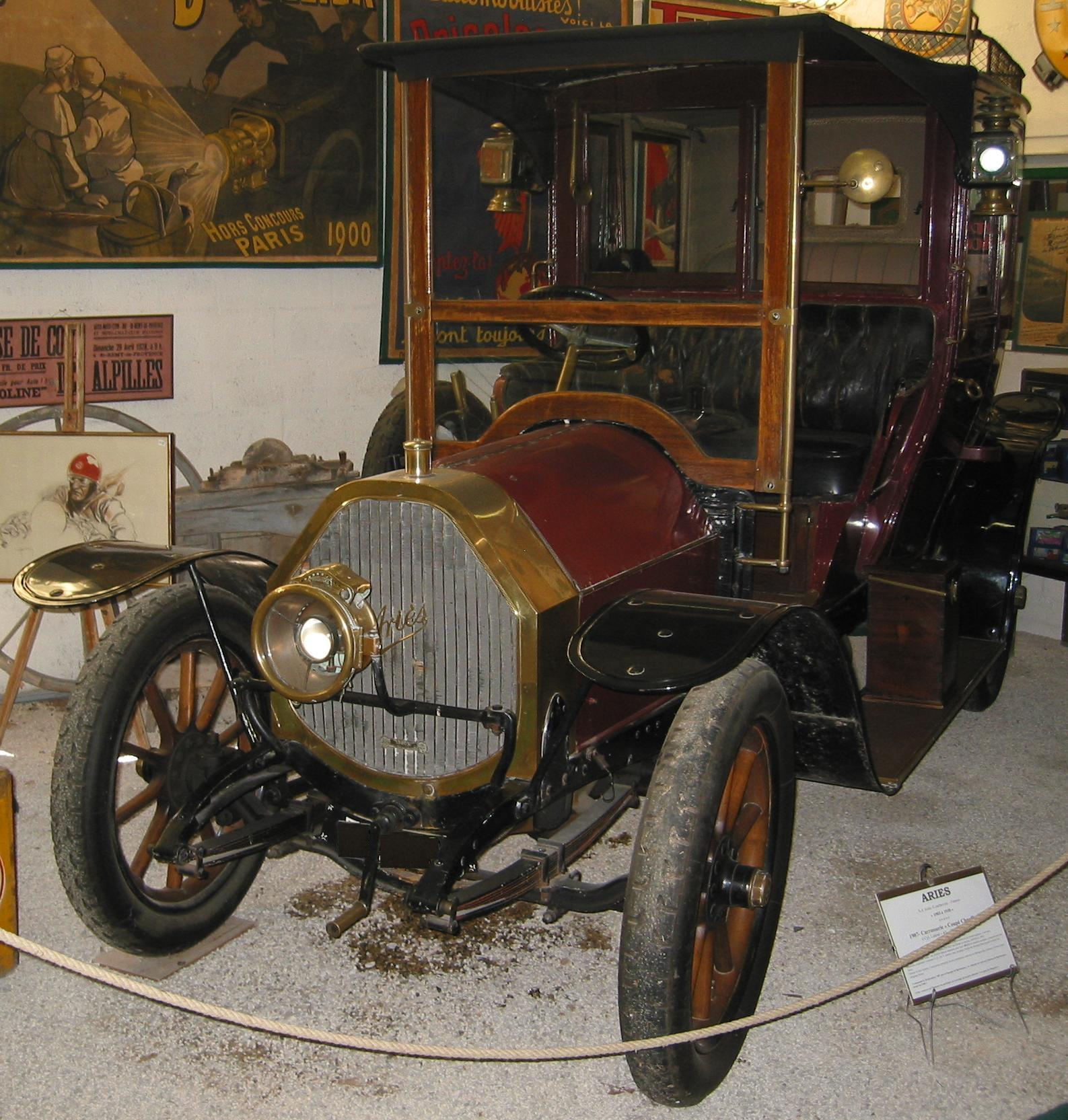
Ariès 1907 року

У 1907 році була запущена модель 20/30HP (Type P), вона стала провідною моделлю марки до початку Першої світової війни.
Едмон Борде, брат Шарля Петьє, зміг проїхати від Парижу до Мадриду за 48 годин при середньому споживанні 11,5 літра на 100 км. Цей досвід доводить, що популярні автомобілі могли бути однаково чудовими з точки зору витривалості та продуктивності.
Як виробник вантажних автомобілів, компанія запускає дві нові моделі в діапазоні вантажопідйомності 700 кг та 4,5-6,5 тонни. Компанія також забезпечувала іноземні країни, експортуючи двоповерхові автобуси до Лондона, таксі - в Нью-Йорк, а вантажівки - до Іспанії та Латинської Америки.
Також в 1907 році Ariès розробили свій перший гоночний автомобіль, виготовлений на шасі моделі 20/30HP з чотирициліндровим двигуном з верхнім розподільчим валом, чотиришвидкісною трансмісією, а також із так званим десмодромним приводом клапанів (коли клапани відкривалися і закривалися примусово за допомогою елементів механізму газорозподілу). Саме ця конструкція змусила фахівців заговорити про маловідому фірму. Змагаючись на трасі в Арденнах, кубку Coupe de la Presse і Коппа Флоріо в Італії, автомобіль не досяг значних результатів. Тим не менш, барон Петьє продовжував покладатися на змагання і зосереджував свої зусилля на одноциліндровому Type VT з верхнім розподільчим валом з чотирма клапанами.

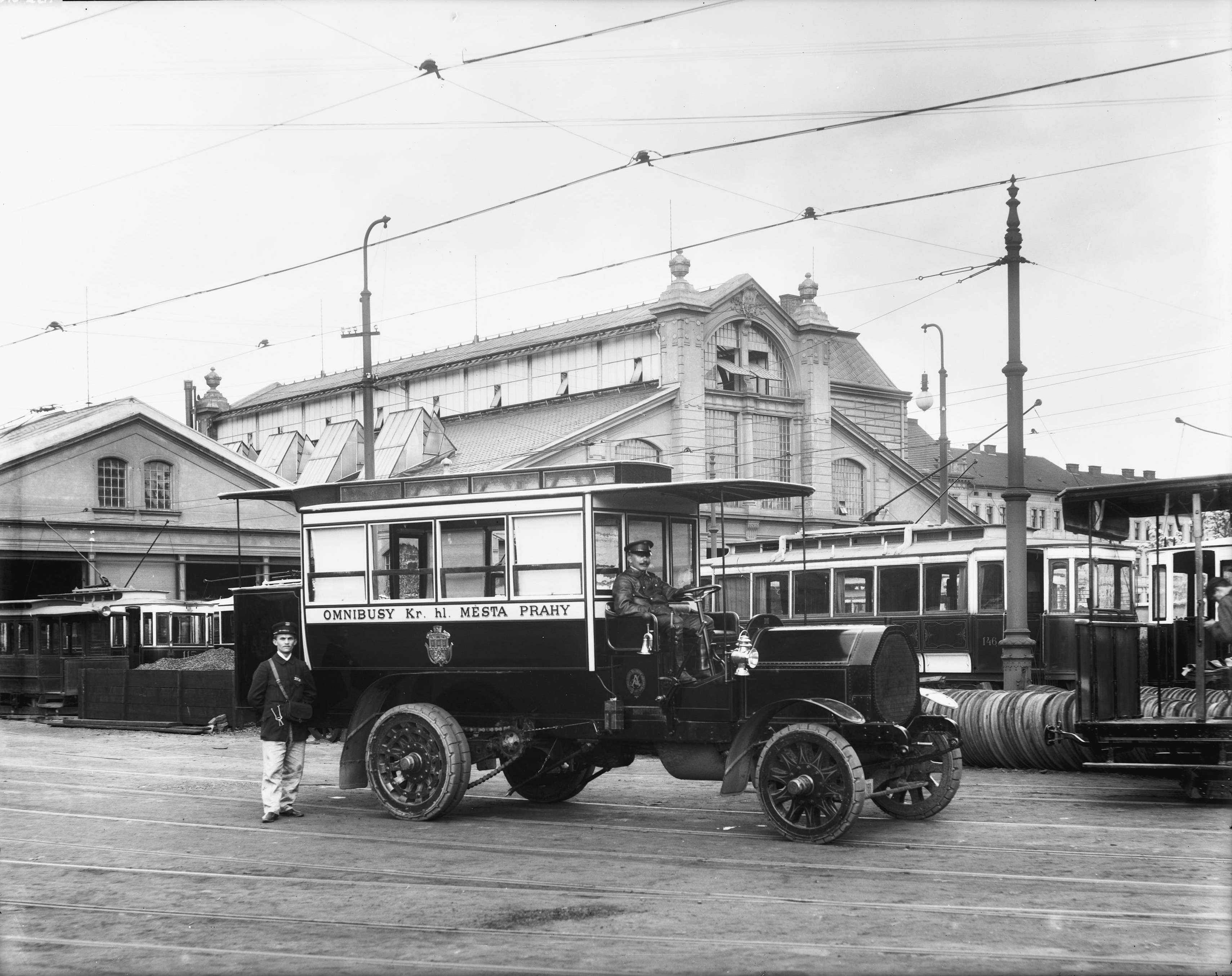
Автобус Ariès у місті Прага 1908 року

Перро на автомобілі Ariès під час Гран-Прі у Д'єппі 1908 року

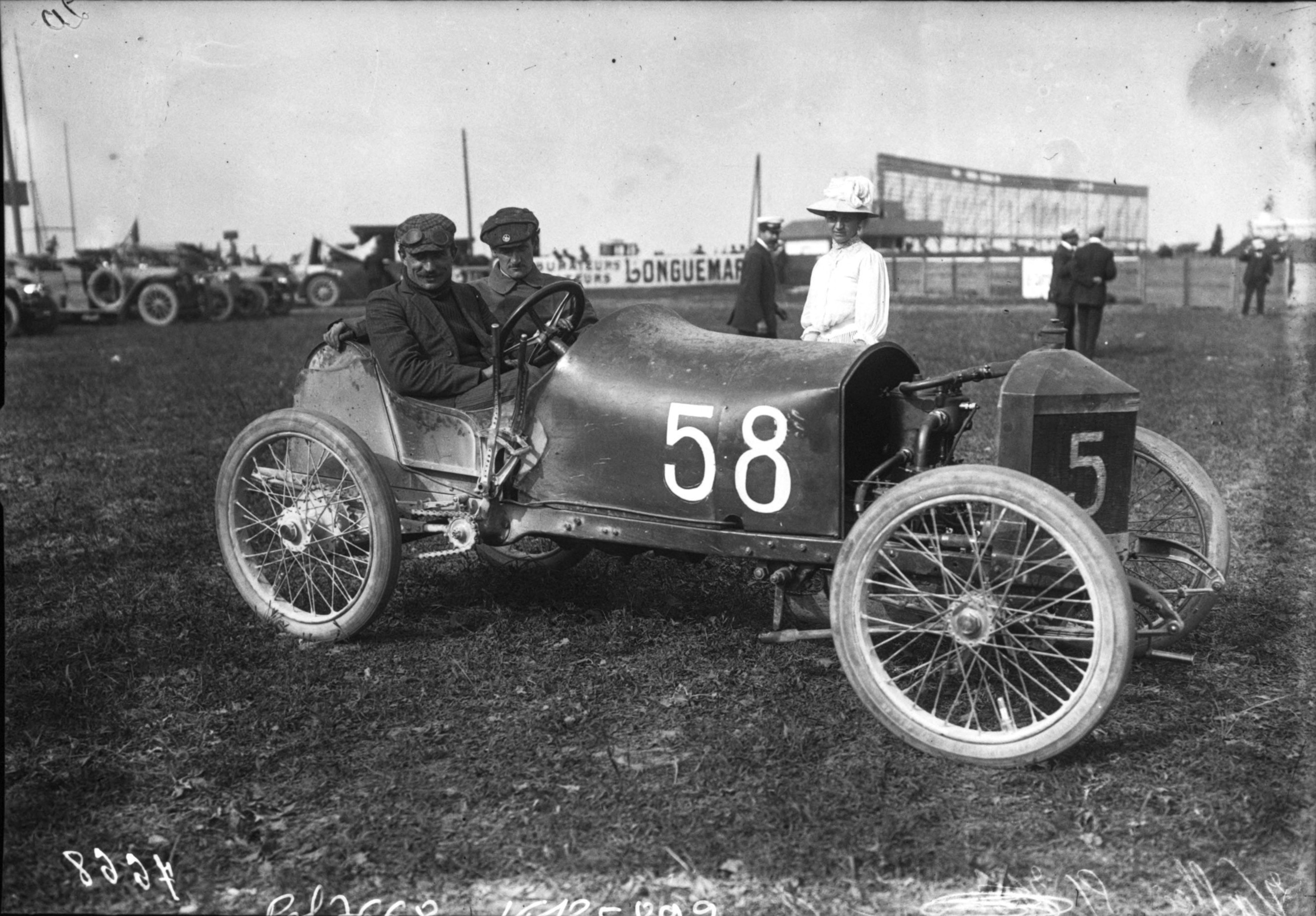
Жан Валлі на автомобілі Ariès під час Гран-Прі у Д'єппі 1908 року

Мо-Сен-Марк на автомобілі Ariès під час Гран-Прі у Д'єппі 1908 року

У 1908 році цей легкий автомобіль виграв кілька перемог і почесних місць. Але Шарль Петьє тимчасово припинив участь Ariès в гонках.
Моделі Type EC і Type Q високого класу, похідні від Type L, з'явилися у період економічної кризи. Тенденція змінилася на популярні дешеві моделі, завод Вільнев-ла-Гаренні почав виробляти 6HP (Type B).
У 1909 році економічна криза продовжувалась, ніша малих економних автомобілів все більше і більше ставала популярною, фірма пропонувала легкі Type S.

Вантажівка Ariès 1910 року

У 1910 році компанія Ariès запускає перший французький двигун з V6 (під кутом 15 градусів) на моделі 10/14HP (Type S6), замінивши двигун 1908 року. Компанія випустила новий легкий автомобіль 8/10HP (Type V) з двигуном V4, об'ємом 1,1 літра, що виготовлявся дванадцять років. Задня вісь типу Де Діон стала широко поширеною. Марка впровадила шляхом маркетингу перші самоскиди.
У 1911 році вантажний автомобіль Type R4 отримав премію Міністерства оборони з метою сприяння високоякісному автомобільному транспорту. З тих пір Ariès регулярно представляє свої вантажівки на різноманітних змаганнях, організованих армією, регулярно займаючи призові місця.
У 1912 році модель 20/30HP Type P2 отримує безклапанний двигун системи Найта.

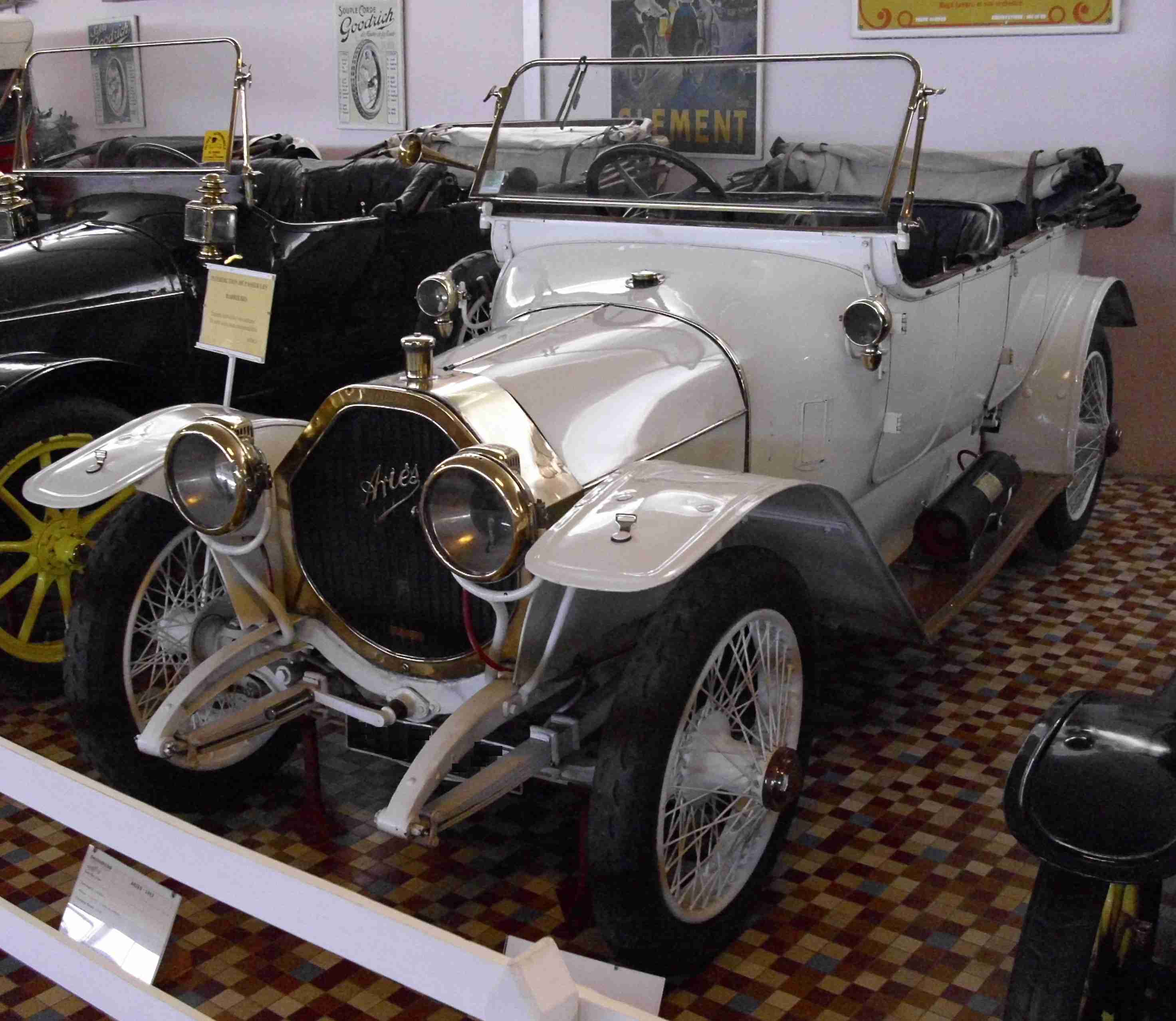
Ariès 1913 року

У 1913 році на "Тур де Франс" були задіяні три легкові автомобілі 12/16HP. З 28 машин на старті до фінішу дойшло всього 17, включаючи два Ariès , один з них виграв ці змагання. Вантажівка середнього тоннажу Type R6 стала однією з найвідоміших моделей марки.
Коли почалася Перша світова війна, Ariès збільшив зусилля та темпи виробництва. Під час війни було виготовлено більше 3 тисяч вантажних автомобілів 18/24HP, а також кілька легкових автомобілів для Генерального штабу.
Починаючи з 1916 року, компанія також виробляла двигуни V8 для літаків Hispano-Suiza. Завод розташовувався в 20-му окрузі Парижа.
У 1918 році відновилось виробництво автомобілів. Будівлі заводу у Вільнев-ла-Гаренні було покинуто на користь нового заводу, розташованого на проспекті Марсо в Курбевуа. Модель 5HP з'являється у каталогах.
У 1920 році компанія відновила випуск серії S 1913 року, яка отримала нову назву - "Нові Ariès 15HP". Ці популярні моделі виготовлялися до 1929 року в різних версіях, включаючи фургони.

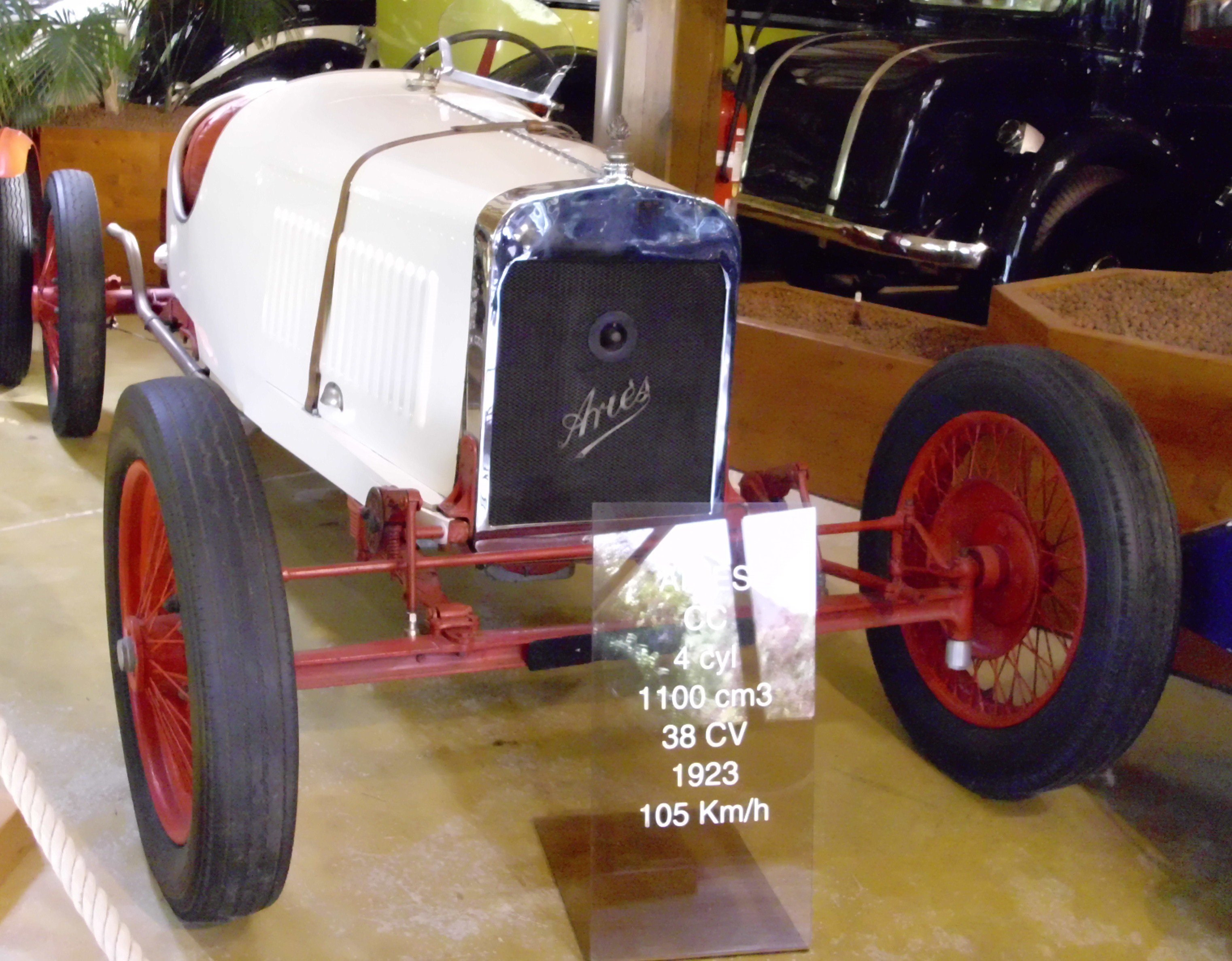
Ariès CC2 1923 року

У 1923 році з'явився новий Type CC4. Це була еволюція Type CC2, що дала можливість пропонувати автомобілі з 4 місними кузовами замість 2/3 місць. Залежно від потужності двигуна (8/10CV), автомобілі позначалися Type CC4 (CC4-2, CC4-3, CC4N, ...) або Type S (SL2, S4, ...), літера S означала "Спорт" або "Супер".
У 1925 році інженери марки представили справжні гоночні машини. Моделі "Grand Sport" отримують двигуни з наддувом і з верхнім розподільчим валом, а також мали дуже красиві відкриті або закриті кузови спортивного вигляду. Після проведення кількох випробувань, автомобілі вели себе гідно. Особливо вирізнялися версії Grand Sport,  що використовували більш потужний 3-літровий двигун. На знаменитому Кубку Boillot в 1926 році з маршрутом Булонь-Біянкур-Аржантей Grand Sport 3 litre посів перше місце в своєму класі. У наступному році була перемога на 6-годинному марафоні у  Бургундії, 24-годинному у Бельгії, на Коппа Флоріо, на марафоні International Critérium і Кубку Boillot, що були тільки одними з найважливіших виступів автомобілів компанії. З 1926 по 1928 рік Фернан Габріель та Луї Париж 2 брали участь у 24 годинах Ле-Мана.
У 1927 році компанія брала участь у щорічному 24-годинному марафоні у Ле-Мані, де вона не досягла успіхів, оскільки на 22-ій годині Type GP2, що пемемагав у гонці, змушений був покинути змагання. У тому ж році один автомобіль серії 8/10CV взяв участь у 20000-кілометровому пробігу навколо Сахари, продемонструвавши надійність і витривалість цієї моделі. Роберт Лалі переміг у Коппа Флоріо, Кубку Georges Boillot, у категорії автомобілів до 3 літрів - на 24 годин Спа, 6 годин Діжона та Gran Premio de Turismo Guipúzcoa. Наступного року Лалі ще раз переміг у Діжоні, на цей раз в загальному заліку. Жан Шассен також виступав на автомобілях марки.
У сфері вантажних автомобілів, що масово виготовлялися під час війни, справа опинилася під загрозою краху, особливо після 1923 року. Цьому сприяли не тільки зниження попиту, а й конкуренція з компаніями Berliet та Renault, що ставала все більш серйозною.
Продаж легкових автомобілів також зменшувався, і поки багато брендів зникали, Ariès прагнули вижити, поступово спрощуючи свій каталог, перейшовши до виробництва унікальної моделі 9-40, яка мала двигун зі змішаним розташуванням клапанів (один - зверху, інший - знизу).
У 1934 році компанія випустила модель Super 10-50, яка була у виробництві в декількох версіях до 1936 року. Ця серія мала характеристики, які робили її дорогою:
- головка блока циліндрів зі змішаним бічним розташуванням клапанів, що дозволяло видавати максимальну швидкість 120 км/год
- трансмісія з двома коробками передач (2- і 3-швидкісні)
- сисмема рульового механізму з карданною передачею (як у Citroën Traction Avant)
- ліве розташування керма, як на Unic та інших популярних автомобілях

## Припинення виробництва автомобілів. Закриття компанії
Через кризу барон Петьє запропонував створити корпорацію, яка б об'єднала різних французьких виробників. Але це рішення не підтримали. Деякі виробники переорієнтовували свою діяльність на промислові транспортні засоби, такі як Berliet та Unic, або на виробництво авіаційних двигунів, як Hispano-Suiza та Salmson. Інші здійснювали об'єднання, як Mathis з Ford, але ці об'єднання закінчувалися за рахунок втрати самостійності менших партнерів.
У 1938 році припиняється виробництво автомобілів Ariès, що довели свою оригінальність, відому якість, продуктивність та комфорт, і яких часто порівнювали з престижною британською маркою Rolls-Royce.
Цей невеликий виробник виготовив близько 20000 шасі лише за 35 років, в середньому - менше двох за день. Він не міг протистояти великим промисловцям, що виробляли в сто разів швидше. Барон Петьє не бажав примусового об'єднання, тому в 1938 році він вирішив покласти край виробництву, і бренд Ariès зник як незалежний бренд. Торгова марка Ariès на даний час належить компанії Groupe PSA.

## Список автомобілів Ariès
- 1903 - Ariès Type A
  - Ariès Type B
- 1904 - Ariès Type C
  - Ariès Type D
  - Ariès Type F
- 1905 - Ariès Type G
  - Ariès Type I
  - Ariès omnibus
- 1906 - Ariès Type L
- 1907 - Ariès 0.7 tonne
  - Ariès Type P
  - Ariès Type VT
- 1908 - Ariès Type EC
  - Ariès Type Q
  - Ariès Type B
- 1909 - Ariès Type S
- 1910 - Ariès Type V
  - Ariès Type S6
  - Ariès benne basculante
  - Ariès Type R2
- 1911 - Ariès Type R4
- 1912 - Ariès Type P2
- 1913 - Ariès Type R6
- 1915 - Ariès Type CC2
- 1918 - Ariès 5HP
- 1920 - Ariès Nouvelles 15HP
- 1923 - Ariès Type CC4
- 1925 - Ariès Grand Sport
- 1933 - Ariès 9-40
- 1934 - Ariès Super 10-50